# Quang Trung, thành phố Hưng Yên
Quang Trung là một phường thuộc thành phố Hưng Yên, tỉnh Hưng Yên, Việt Nam.

## Địa lý
Phường Quang Trung có vị trí địa lý: 
- Phía đông và nam giáp phường Hồng Châu
- Phía tây giáp phường Minh Khai
- Phía bắc giáp phường Lê Lợi.

Phường Quang Trung có diện tích 0,44 km², dân số năm 2019 là 7.649 người, mật độ dân số đạt 17.262 người/km².

## Lịch sử
Ngày 24 tháng 2 năm 1997, Chính phủ ban hành Nghị định 17-CP về việc thành lập phường Quang Trung trên cơ sở 48,28 ha diện tích tự nhiên và 7.959 nhân khẩu của phường Lê Lợi.
Ngày 23 tháng 9 năm 2003, Chính phủ ban hành Nghị định 108/2003/NĐ-CP về việc:
- Điều chỉnh 0,46 ha diện tích tự nhiên và 40 nhân khẩu của phường Lê Lợi về phường Quang Trung quản lý
- Điều chỉnh 1,0 ha diện tích tự nhiên và 120 nhân khẩu của phường Hồng Châu về phường Quang Trung quản lý.

Sau khi điều chỉnh địa giới hành chính, phường Quang Trung có 44,58 ha diện tích tự nhiên và 8.141 nhân khẩu.
Ngày 19 tháng 1 năm 2009, Thủ tướng Chính phủ ban hành Nghị định 04/NĐ-CP về việc thành lập thành phố Hưng Yên thuộc tỉnh Hưng Yên. Phường Quang Trung thuộc thành phố Hưng Yên.